# فیدل اسکوبار

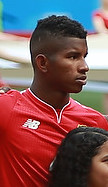
عکس فیدل اسکوبار

فیدل اسکوبار (انگلیسی: Fidel Escobar؛ زادهٔ ۹ ژانویهٔ ۱۹۹۵) بازیکن فوتبال اهل پاناما است.
وی همچنین در تیم‌های ملی فوتبال پاناما بازی کرده‌است.